# Paul McCrane
Paul David McCrane (* 19. Januar 1961 in Philadelphia, Pennsylvania) ist ein US-amerikanischer Schauspieler und Regisseur.
In Deutschland wurde McCrane vor allem durch seine Verkörperungen des homosexuellen Frank Berry in der Verfilmung von John Irvings Roman Das Hotel New Hampshire sowie des Arztes Dr. Robert Romano in der Arztserie Emergency Room – Die Notaufnahme bekannt. Seit dem Jahr 2002 ist er verstärkt als Regisseur von Fernsehproduktionen tätig.

## Leben und Karriere
McCrane begann seine Karriere Ende der 1970er Jahre mit kleineren Nebenrollen am Theater sowie in Kino- und Fernsehfilmen, darunter seine erste Rolle als junger Patient in Sylvester Stallones Boxerfilm Rocky II. 1980 wurde er mit seiner Rolle als schwuler Schauspielstudent Montgomery in Alan Parkers Fame – Der Weg zum Ruhm einem breiten Publikum bekannt. 1984 spielte er an der Seite von Beau Bridges in dem Familienepos Hotel New Hampshire die Rolle des Frank Berry, den sensiblen Sohn des ewig dem großen Glück nachjagenden und dabei stets erfolglos bleibenden Familienvaters Win Berry.
Seinen endgültigen schauspielerischen Durchbruch erlebte McCrane 1987 in Paul Verhoevens Science-Fiction-Klassiker RoboCop, in dem er den Bankräuber, Crackdealer und Polizistenmörder Emil Antonowsky verkörperte, der am Ende des Films von „Toxic Waste“ überschwemmt und zu einer wimmernden zombieähnlichen Gestalt wird.  Im Jahr darauf übernahm er im Horror-Remake Der Blob die Rolle des Deputy Bill Briggs. 1998 spielte McCrane in Ron Howards Dokuserie From the Earth to the Moon den Apollo-Astronauten Pete Conrad. In der fünften und sechsten Staffel der Echtzeitserie 24 war McCrane in der Rolle des Graem Bauer zu sehen. Von 1997 bis 2003 verkörperte er in der Arztserie Emergency Room – Die Notaufnahme die Rolle des Dr. Robert Romano.
Nach seinem Ausstieg aus der Serie begann McCrane, sich verstärkt als Regisseur für Fernsehproduktionen zu betätigen, so unter anderem für die Serien Without a Trace – Spurlos verschwunden, The West Wing und Law & Order: Special Victims Unit. 2011 brachte ihm der Part des Josh Peyton in der Justizserie Harry’s Law einen Emmy ein. In der Episode „Der letzte Tanz“ dieser Serie sang er den von ihm selbst für Fame komponierten Song „Is It OK If I Call You Mine?“.
Paul McCrane ist seit 1998 mit der Schmuckdesignerin Dana Kellin verheiratet, mit der er einen Sohn (* 2000) und eine Tochter (* 2004) hat.

## Filmografie (Auswahl)
Schauspieler
- 1979: Rocky II
- 1980: Verurteilt zum Tode (Death Penalty, Fernsehfilm)
- 1980: Fame – Der Weg zum Ruhm (Fame)
- 1984: Hotel New Hampshire (The Hotel New Hampshire)
- 1986: Polizeirevier Hill Street (Hill Street Blues, Fernsehserie, Folge 6x22)
- 1987: RoboCop
- 1988: Der Blob (The Blob)
- 1993: Law & Order (Fernsehserie, Folge 3x16)
- 1994: Die Verurteilten (The Shawshank Redemption)
- 1996: Chicago Hope – Endstation Hoffnung (Chicago Hope, Fernsehserie, Folge 2x20)
- 1997: Ein Hauch von Himmel (Touched by an Angel, Fernsehserie, Folge 3x23)
- 1997: Akte X – Die unheimlichen Fälle des FBI (The X–Files, Fernsehserie, Folge 4x12)
- 1997: Practice – Die Anwälte (The Practice, Fernsehserie, 2 Folgen)
- 1997–2003, 2008: Emergency Room – Die Notaufnahme (ER, Fernsehserie, 126 Folgen)
- 1998: From the Earth to the Moon (Fernsehserie, Folge 1x07)
- 2000: Letzte Ausfahrt Hollywood (The Last Producer)
- 2006–2007: 24 (Fernsehserie, 9 Folgen)
- 2008: Alles Betty! (Ugly Betty, Fernsehserie, Folge 2x12)
- 2010: CSI: Den Tätern auf der Spur (CSI: Crime Scene Investigation, Fernsehserie, Folge 10x19)
- 2011: Harry’s Law (Fernsehserie, 7 Folgen)
- 2012: Atlas Shrugged II: The Strike
- 2013: Major Crimes (Fernsehserie, Folge 2x09)
- 2013: The Surgeon General (Fernsehfilm)
- 2015: Under the Dome (Fernsehserie, 2 Folgen)
- 2017: Highway 10 nach San Bernardino (Take the 10)
- 2022: The Terminal List (Fernsehserie)
- 2023: Barry (Fernsehserie, Folge 4x4)

Regisseur
- 2002–2008: Emergency Room – Die Notaufnahme (ER, Fernsehserie, 9 Folgen)
- 2004: Third Watch – Einsatz am Limit (Third Watch, Fernsehserie, Folge 6x05)
- 2005–2009: Without a Trace – Spurlos verschwunden (Without a Trace, Fernsehserie, 3 Folgen)
- 2006: The West Wing – Im Zentrum der Macht (The West Wing, Fernsehserie, Folge 7x10)
- 2006: Law & Order: Special Victims Unit (Fernsehserie, Folge 7x19)
- 2006: Close to Home (Fernsehserie, Folge 1x22)
- 2006: Jericho – Der Anschlag (Jericho, Fernsehserie, Folge 1x09)
- 2006: Justice – Nicht schuldig (Justice, Fernsehserie, 2 Folgen)
- 2007: Dr. House (House, M.D., Fernsehserie, Folge 3x20)
- 2007: Shark (Fernsehserie, Folge 2x06)
- 2009: Eleventh Hour – Einsatz in letzter Sekunde (Eleventh Hour, Fernsehserie, Folge 1x16)
- 2009: Life (Fernsehserie, 2 Folgen)
- 2009: The Forgotten – Die Wahrheit stirbt nie (The Forgotten, Fernsehserie, Folge 1x04)
- 2010: Miami Medical (Fernsehserie, 2 Folgen)
- 2010: Lie to Me (Fernsehserie, Folge 2x19)
- 2010: Chase (Fernsehserie, Folge 1x05)
- 2010: Detroit 1-8-7 (Fernsehserie, Folge 1x06)
- 2011: The Defenders (Fernsehserie, Folge 1x18)
- 2011: Harry’s Law (Fernsehserie, Folge 2x04)
- 2011: CSI: Vegas (CSI: Crime Scene Investigation, Fernsehserie, 2 Folgen)
- 2011: The Whole Truth (Fernsehserie, Folge 1x11)
- 2012: The Closer (Fernsehserie, Folge 7x18)
- 2013: Golden Boy (Fernsehserie, Folge 1x06)
- 2012–2017: Major Crimes (Fernsehserie, 7 Folgen)
- 2012–2013: Vegas (Vega$, Fernsehserie, 2 Folgen)
- 2012–2013: Nashville (Fernsehserie, 4 Folgen)
- 2013–2015: Glee (Fernsehserie, 3 Folgen)
- 2013: Betrayal (Fernsehserie, Folge 1x06)
- 2014: Extant (Fernsehserie, Folge 1x08)
- 2014–2015: Scandal (Fernsehserie, 4 Folgen)
- 2015–2019: Empire (Fernsehserie, 3 Folgen)
- 2015: Secrets and Lies (Fernsehserie, Folge 1x03)
- 2015: Grey’s Anatomy (Fernsehserie, Folge 11x19)
- 2016–2017: Shades of Blue (Fernsehserie, 3 Folgen)
- 2017–2018: Star (Fernsehserie, 5 Folgen)
- 2018–2019: Chicago P.D. (Fernsehserie, 3 Folgen)
- 2018–2019: Atlanta Medical (Fernsehserie, 3 Folgen)
- 2019: Chicago Fire (Fernsehserie, Folge 7x11)

## Theater (Auswahl)
Schauspieler
- 1977: Landscape of the Body (Joseph Papp Public Theater/Newman Theater, New York City)
- 1979: Dispatches (Joseph Papp Public Theater/Joe’s Pub, New York City)
- 1980: Split (Second Stage – Park Royal, New York City)
- 1981: Hunting Scenes from Lower Bavaria (Stage 73, New York City)
- 1981: Crossing Niagara (Stage 73, New York City)
- 1982: The Curse of an Aching Heart (Little Theatre, New York City)
- 1985: The Iceman Cometh (Lunt-Fontanne Theatre, New York City)
- 1987: Moonchildren (McGinn-Cazale Theatre, New York City)
- 1988: Right Behind the Flag (Playwrights Horizons, New York City)
- 1990: Six Degrees of Separation (Mitzi E. Newhouse Theater, New York City)
- 1990–1992: Six Degrees of Separation (Vivian Beaumont Theatre, New York City)
- 1990: The Country Girl (Union Square Theatre, New York City)
- 1992: The Years (New York City Center / Stage I, New York City)